# American Handgunner
A American Handgunner é uma revista dedicada a revólveres, caça com revólver, tiro de competição, recarga, facas táticas e outras atividades relacionadas ao tiro nos Estados Unidos. É uma publicação irmã da Guns e da American Cop.

## Linha editorial
A revista oferece principalmente análises sobre armas, munições, facas e equipamentos de tiro; bem como dicas de armeiros, artigos históricos, coleta de armas, autodefesa e alertas sobre direitos de armas. Além desses departamentos, cada edição contém alguns artigos em destaque e perfis de personalidade de pessoas na indústria de armas de fogo, bem como comunicados de imprensa de novos produtos.